# 加利福尼亞省

1847年的墨西哥地圖。左上方黃色為上加利福尼亞，下方藍色為下加利福尼亞

加利福尼亞省（西班牙语：Las Californias）是昔日西班牙在美洲殖民帝國的一部份（新西班牙），覆蓋了今日美國的加州、內華達州、猶他州，亞利桑那州北部的一部份和懷俄明州的西南部，以及墨西哥的下加利福尼亞半島。
1773年以相若於今日美墨邊界分為上加利福尼亞省和下加利福尼亞省，在宗教上界北歸方濟各會，南歸多明我會。1824年成為墨西哥的一部分。1848年美墨戰爭後，上加利福尼亞省成為美國的一部分。